# Teen romance
'Teen Romance es el cuarto mixtape del rapero estadounidense Lil Peep el cual murió el 15 de noviembre de 2017.
Es un mixtape colaborativo entre el artista Lil peep y el productor Lederrick, el álbum salió a la luz el 16 de junio de 2016 y solo cuenta con 3 canciones, además 2 de esas 3 canciones del álbum son sencillos. Este rapero es conocido debido a su extravagante mezcla en su estilo musical, en la que junta, hip-hop y rock

## Lista de canciones
| Teen Romance |                 |             |          |  |
| N.º          | Título          | Producer(s) | Duración |  |
| 1.           | «Regrets»       | Lederrick   | 2:33     |  |
| 2.           | «Teen Romance»  | Lederrick   | 2:47     |  |
| 3.           | «Suck My Blood» | Lederrick   | 2:10     |  |